# Powierzchnia najmu netto
Powierzchnia najmu netto - miara powierzchni stosowana przy wynajmowaniu nieruchomości i lokali komercyjnych.
Powierzchnia najmu netto określa powierzchnię, którą dany najemca faktycznie wykorzystuje do bezpośredniego prowadzenia działalności gospodarczej. Przykładowo jest to powierzchnia sali sklepowej lub punktu usługowego, z wyłączeniem m.in. pomieszczeń socjalnych, administracyjnych czy powierzchni wspólnych. 